# Fresno de la Ribera
Fresno de la Ribera település Spanyolországban,  Zamora tartományban. Fresno de la Ribera Coreses, Toro és Villalazán községekkel határos. Lakosainak száma 342 fő (2024).

## Népesség
A település népessége az utóbbi években az alábbiak szerint változott:
| Lakosok száma | 431  | 420  | 393  | 397  | 395  | 389  | 376  | 377  | 353  | 342  |
|               | 2001 | 2004 | 2007 | 2009 | 2012 | 2014 | 2017 | 2019 | 2022 | 2024 |